# Andrei Vasilevski
Andrei Aleksandrovitsj Vasilevski (Wit-Russisch: Андрэй Аляксандравіч Васілеўскі) (Minsk, 28 mei 1991) is een Wit-Russischese rechtshandige tennisser die in 2009 professional werd. Hij won één ATP-toernooi en acht challengers in het dubbelspel.

## Palmares
| Legenda                       | Legenda               |
| ----------------------------- | --------------------- |
| Grand Slam                    |                       |
| Olympische Spelen             |                       |
| tot 2009                      | vanaf 2009            |
| Tennis Masters Cup            | ATP Finals            |
| ATP Masters Series            | ATP Tour Masters 1000 |
| ATP International Series Gold | ATP Tour 500          |
| ATP International Series      | ATP Tour 250          |

### Dubbelspel
| Nr.                              | Datum             | Toernooi        | Ondergrond    | Partner                 | Tegenstanders in finale               | Score             | Details |
| -------------------------------- | ----------------- | --------------- | ------------- | ----------------------- | ------------------------------------- | ----------------- | ------- |
| gewonnen finales herendubbel     |                   |                 |               |                         |                                       |                   |         |
| 1.                               | 29 mei 2021       | ATP Belgrado 2  | Gravel        | Jonathan Erlich         | André Göransson Rafael Matos          | 6-4, 6-1          | details |
| verloren finales herendubbel     |                   |                 |               |                         |                                       |                   |         |
| 1.                               | 6 augustus 2017   | ATP Kitzbühel   | Gravel        | Hans Podlipnik Castillo | Pablo Cuevas Guillermo Durán          | 4-6, 6-4, [10-12] | Details |
| 2.                               | 9 februari 2020   | ATP Pune        | Hardcourt     | Jonathan Erlich         | Christopher Rungkat André Göransson   | 2-6, 6-3, [8-10]  | Details |
| 3.                               | 28 februari 2021  | ATP Montpellier | Hardcourt (i) | Jonathan Erlich         | Henri Kontinen Édouard Roger-Vasselin | 2-6, 5-7          | Details |
| 4.                               | 26 september 2021 | ATP Nur-Sultan  | Hardcourt (i) | Jonathan Erlich         | Santiago González Andrés Molteni      | 1-6, 2-6          | Details |
| gewonnen challengers herendubbel |                   |                 |               |                         |                                       |                   |         |
| 1.                               | 14 mei 2016       | Samarkand       | Gravel        | Denis Matsukevich       | Hsieh Cheng-peng Tsung-Hua Yang       | 6-4, 5-7, [10-7]  |         |
| 2.                               | 31 juli 2016      | Astana          | Hardcourt     | Yaraslav Shyla          | Michail Jelgin Aleksandr Koedrjavtsev | 6-4, 6-4          |         |
| 3.                               | 21 augustus 2016  | Meerbusch       | Gravel        | Michail Jelgin          | Sander Gillé Joran Vliegen            | 7-6(6), 6-4       |         |
| 4.                               | 22 januari 2017   | Koblenz         | Hardcourt     | Hans Podlipnik Castillo | Roman Jebavý Lukáš Rosol              | 7-5, 3-6, [16-14] |         |
| 5.                               | 5 maart 2017      | Wrocław         | Gravel        | Adil Shamasdin          | Michail Jelgin Denis Moltsjanov       | 6-3, 3-6, [21-19] |         |
| 6.                               | 27 mei 2017       | Shymkent        | Gravel        | Hans Podlipnik Castillo | Clement Geens Juan Pablo Paz          | 6-4, 6-2          |         |
| 7.                               | 12 augustus 2017  | Portoroz        | Hardcourt     | Hans Podlipnik Castillo | Franko Škugor Lukáš Rosol             | 6-3, 7-6(4)       |         |
| 8.                               | 14 oktober 2017   | Tashkent        | Hardcourt     | Hans Podlipnik Castillo | Yuki Bhambri Divij Sharan             | 6-4, 6-2          |         |

## Resultaten grandslamtoernooien
| Legenda | Legenda                          |
| ------- | -------------------------------- |
| g.t.    | geen toernooi gehouden           |
| l.c.    | lagere categorie                 |
| –       | niet deelgenomen                 |
| G       | uitgeschakeld in de groepsfase   |
| 1R      | uitgeschakeld in de eerste ronde |
| 2R      | uitgeschakeld in de tweede ronde |
| 3R      | uitgeschakeld in de derde ronde  |
| 4R      | uitgeschakeld in de vierde ronde |
| KF      | uitgeschakeld in de kwartfinale  |
| HF      | uitgeschakeld in de halve finale |
| F       | de finale verloren               |
| W       | het toernooi gewonnen            |
| w-v     | winst/verlies-balans             |

### Dubbelspel
| Grandslamtoernooien  |      |      |      |      |    |
| Australian Open      | –    | 3R   | –    | 1R   | –  |
| Roland Garros        | –    | 1R   | –    | –    | –  |
| Wimbledon            | KF   | 2R   | –    | g.t. | 1R |
| US Open              | 1R   | –    | –    | –    |    |
| Olympische Spelen    |      |      |      |      |    |
| Olympische Spelen    | g.t. | g.t. | g.t. | g.t. |    |
| Statistieken         |      |      |      |      |    |
| Totaal aantal titels | 0    | 0    | 0    | 0    | 1  |
| Eindejaarsranking    | 61   | 122  | 77   | 86   |    |